# Carlo Micheli
Carlo Micheli (Brunico, 15 settembre 1946) è uno scacchista italiano, Maestro FIDE.

## Attività scacchistica
Vinse due Campionati italiani di scacchi: il 33º nel 1972 a Recoaro Terme e il 34º nel 1973 a Sottomarina. 
Con la squadra "Circolo Scacchistico Marosticense" ha vinto due volte il Campionato italiano di scacchi a squadre: il 25º a Firenze nel 1993 e il 29º a Montecatini Terme nel 1997.
È stato per diversi anni responsabile della squadra "VIMAR Marostica", più volte vincitrice del Campionato italiano di scacchi a squadre.
Attualmente è vicepresidente del circolo scacchistico "Città di Marostica".